# Riffle (réseau)
Riffle est un réseau anonyme de routage basé sur un protocole de chiffrement en oignon (en).  
Développé par le MIT en partenariat avec l’Ecole polytechnique de Lausanne ,  il est composé d’une multitude de couches de routeurs,  par lesquels transitent les flux d’informations sur le réseau, garantissant ainsi l’anonymat des données personnelles des utilisateurs. La localisation telle que l'adresse IP et le pays ne peuvent ainsi plus être identifiés. Cette alternative serait selon ses créateurs plus sûre et fiable que le réseau Tor. La condition est l'utilisation d'au moins un serveur fiable, les communications restent sécurisées pour tous les utilisateurs tandis qu'un serveur malveillant serait immédiatement détecté.
Riffle emploie des techniques cryptographiques existantes tel que le chiffrement "en oignon" mais  utilise en complément des serveurs capables de permuter l’ordre de réception des messages complexifiant ainsi l'analyse du trafic entrant et sortant. Selon le MIT,  la conjonction de ces méthodes permet d’éviter des attaques informatiques et les failles révélés par les relais-espions du réseau Tor.